# لوکاس شول
لوکاس شول (انگلیسی: Lucas Scholl؛ زادهٔ ۵ ژوئیهٔ ۱۹۹۶) بازیکن فوتبال اهل آلمان است.
از باشگاه‌هایی که در آن بازی کرده‌است می‌توان به باشگاه فوتبال بایرن مونیخ اشاره کرد.